# Colombo Division
Colombo Division är en division i Sri Lanka.   Den ligger i distriktet Colombo District och provinsen Västprovinsen, i den sydvästra delen av landet. Huvudstaden Colombo ligger i Colombo Division. Antalet invånare är 318 048.